# Cmentarz żydowski w Dorohusku
Cmentarz żydowski w Dorohusku – kirkut społeczności żydowskiej niegdyś zamieszkującej Dorohusk. Nie wiadomo kiedy dokładnie powstał. Ma powierzchnię 0,3 ha. Znajdował się przypuszczalnie na południowy zachód od miejscowości. Burchard nie podaje adresu cmentarza ani jego położenia. Podaje przy tym, że cmentarz jest częściowo zabudowany. Został zniszczony podczas II wojny światowej. Obecnie na nieogrodzonym terenie brak jest zachowanych macew.